# Rantau Harapan (Rantau Bayur)
Rantau Harapan is een bestuurslaag in het regentschap Banyuasin van de provincie Zuid-Sumatra, Indonesië. Rantau Harapan telt 1136 inwoners (volkstelling 2010).